# Kamenná (okres České Budějovice)
Kamenná (dříve také Kamení, německy Sacherles) je obec sedm kilometrů jihovýchodně od města Trhové Sviny v okrese České Budějovice v Jihočeském kraji. Žije v ní 334 obyvatel.
Nad Kamennou se tyčí Kamenská hora, na níž je studánka Zaječí pramen s kapličkou.

## Historie
První písemná zmínka o vsi (Saeherleyns) pochází z roku 1349. Německé jméno představuje zdrobnělinu od slova saher, sacher, znamenajícího bažinnou trávu, ostřici, rákos. Český název je doložen od roku 1465 (Wes Kamenna).
V letech 1938 až 1945 byla Kamenná v důsledku uzavření Mnichovské dohody přičleněna k nacistickému Německu.

## Části obce
Obec Kamenná se skládá ze tří částí na dvou katastrálních územích
- Kamenná (k. ú. Kamenná u Trhových Svinů)
- Klažary (leží v k. ú. Kamenná u Trhových Svinů)
- Kondrač (i název k. ú.)

V letech 1869-1880 byla ves osadou tehdejší obce Německý Rychnov, od roku 1890 do roku 1975 byla samostatná obec. V letech 1976 až 1990 byla částí města Trhové Sviny. Od  24.11.1990 je opět samostatnou obcí.

## Pamětihodnosti
- Kaple svatého Jana Nepomuckého na návsi, z poloviny 19. století, s průčelím a štítem členěnými jednoduchými pilastry.[6] Od roku 1963 je památkově chráněná
- Boží muka při cestě do Kondrače
- Boží muka směr Rychnov

## Rodáci
- Dominik Kaindl (1891–1973), cisterciácký kněz, teolog a historik, opat koadjutor vyšebrodského kláštera
- Matthäus Quatember (1894–1953), cisterciácký kněz a právník, generální prokurátor a generální opat cisterciáckého řádu